# WTA Challenger de Charleston
O WTA Challenger de Charleston – ou Fifth Third Charleston 125, atualmente – é um torneio de tênis profissional feminino, de nível WTA 125.
Realizado em Mount Pleasant, no condado de Charleston, no estado da Carolina do Sul, nos Estados Unidos, estreou em 2021, teve um hiato de dois anos e retornou em 2024. Os jogos são disputados em quadras de duras durante o mês de março e de saibro durante o mês de novembro.
Em 2024, a WTA reeditou o torneio agora sob um novo patrocinador master, o banco Fifth Third Bank, apesar de manter a academia de tênis LTP, que cede o espaço, como patrocinador secundário. Em março, aconteceu em quadras duras. Depois foi anunciado um segundo torneio, em novembro, no saibro.
Em 2025, o evento de março não retornou. O de novembro ainda não se sabe, já que a divulgação da temporada foi parcial, não chegando ainda a esse mês.

## Finais

### Simples
| Ano                                     | Campeã                 | Vice-campeã    | Resultado      |
| --------------------------------------- | ---------------------- | -------------- | -------------- |
| 2024 (18 nov.)                          | Renata Zarazúa         | Hanna Chang    | 6–1, 7–64      |
| 2024 (11 mar.)                          | Elisabetta Cocciaretto | Diana Shnaider | 6–3, 6–2       |
| Torneio não realizado entre 2023 e 2022 |                        |                |                |
| 2021                                    | Varvara Lepchenko      | Jamie Loeb     | 7–64, 4–6, 6–4 |

### Duplas
| Ano                                     | Campeãs                              | Vice-campeãs                   | Resultado        |
| --------------------------------------- | ------------------------------------ | ------------------------------ | ---------------- |
| 2024 (18 nov.)                          | Nuria Brancaccio Leyre Romero Gormaz | Kayla Cross Liv Hovde          | 7–66, 6–2        |
| 2024 (11 mar.)                          | Olivia Gadecki Olivia Nicholls       | Sara Errani Tereza Mihalíková  | 6–2, 6–1         |
| Torneio não realizado entre 2023 e 2022 |                                      |                                |                  |
| 2021                                    | Liang En-shuo Rebecca Marino         | Erin Routliffe Aldila Sutjiadi | 5–7, 7–5, [10–7] |